# 아쓰미정 (야마가타현)
아쓰미정(温海町) 야마가타현 니시타가와군에 존속했던 정이다. 2005년 10월 1일에 쓰루오카시, 후지시마장, 하구로정, 구시비키정, 아사히촌이 신설 합병하여 새로운 쓰루오카시가 되어 소멸하였다.

## 역사
- 1889년 4월 1일 - 정촌제 시행으로 아쓰미촌이 성립하였다.
- 1892년 10월 7일 -  아쓰마촌의 일부가 분촌해 도자와촌이 성립하였다.
- 1938년 4월 1일 - 정으로 승격하였다.
- 1954년 12월 1일 - 네즈가세키촌, 후쿠에이촌과 합병해 새로운 아쓰미정이 성립하였다.
- 2005년 10월 1일 - 쓰루오카시 , 히가시타가와군 후지시마정, 하구로정, 구시비키정, 아사히촌과 합병해 새로운 쓰루오카시가 성립해 동일 아쓰미정이 폐지되었다.

## 행정
- 마지막 정장 : 사토 마사아키(2001년부터)

## 교통

### 철도
- 동일본 여객철도 우에쓰 본선

## 공항
- 쇼나이 공항

### 도로
- 국도 7호선
- 국도 345호선